# Primer ministro de Arabia Saudita
En Arabia Saudita, el cargo de primer ministro lo ostenta el jefe de Estado (es decir, el rey), aunque actualmente y por decreto real el cargo de Primer ministro lo ostenta el Príncipe Heredero Mohamed bin Salmán desde el día 27 de septiembre de 2022.

## Historia
El cargo existe desde el 9 de octubre de 1953 y fue creado por el entonces monarca Saud bin Abdulaziz Al Saud (el segundo monarca del reino de Arabia Saudita).
Este cargo lo suelen ostentar todos los Reyes de Arabia Saudita, a excepción que alguno de estos ceda el título a otra persona (como es el caso de Mohamed bin Salmán) en el cual su padre el Rey Salmán bin Abdulaziz le cedió el cargo en 2022 debido a sus grandes éxitos.

## Lista de primeros ministros
- Rey Saud bin Abdulaziz al-Saud (1.ª vez) (1953-1954).
- Rey Faisal bin Abdulaziz al-Saud (1.ª vez) (1954-1960).
- Rey Saúd bin Abdulaziz (2.ª vez) (1960-1962).
- Rey Faisal bin Abdulaziz al-Saud (2.ª vez) (1962-1975).
- Rey Jalid bin Abdulaziz al-Saud (1975-1982).
- Rey Fahd bin Abdulaziz al-Saud (1982-2005).
- Rey Abdullah bin Abdulaziz al-Saud (2005-2015).
- Rey Salman bin Abdulaziz Al Saud (2015-2022).
- Príncipe Heredero Mohamed bin Salmán (2022-presente)